# Hôpital public au Cameroun
Un hôpital public au Cameroun est un hôpital faisant partie du service public de santé du pays.

## Qualité de l'offre

### Données générales
En 2016, cinq hôpitaux publics de différentes catégories à Yaoundé ne disposent pas de normes d'accréditation ; les professionnels de santé qui y travaillent apprécient de manière subjective la qualité des services qu'ils offrent. L'accueil, le dialogue, l'appréciation des services rendus par les usagers et les parties prenantes constituent les principaux critères sur lesquels ils se basent.
En 2020, seulement 48 % des hôpitaux semblent remplir les critères de bonne performance hospitalière.
En 2024 :
- plus de la moitié des établissements publics de soins de santé présentent une inefficience technique pure ;
- les centres de santé intégrés (CSI) et les centres médicaux d'arrondissements (CMA) sont techniquement plus efficients que les hôpitaux de district (HD) ;
- les établissements publics de santé en milieu rural se montrent plus efficients que ceux du milieu urbain[3].

### Imagerie médicale

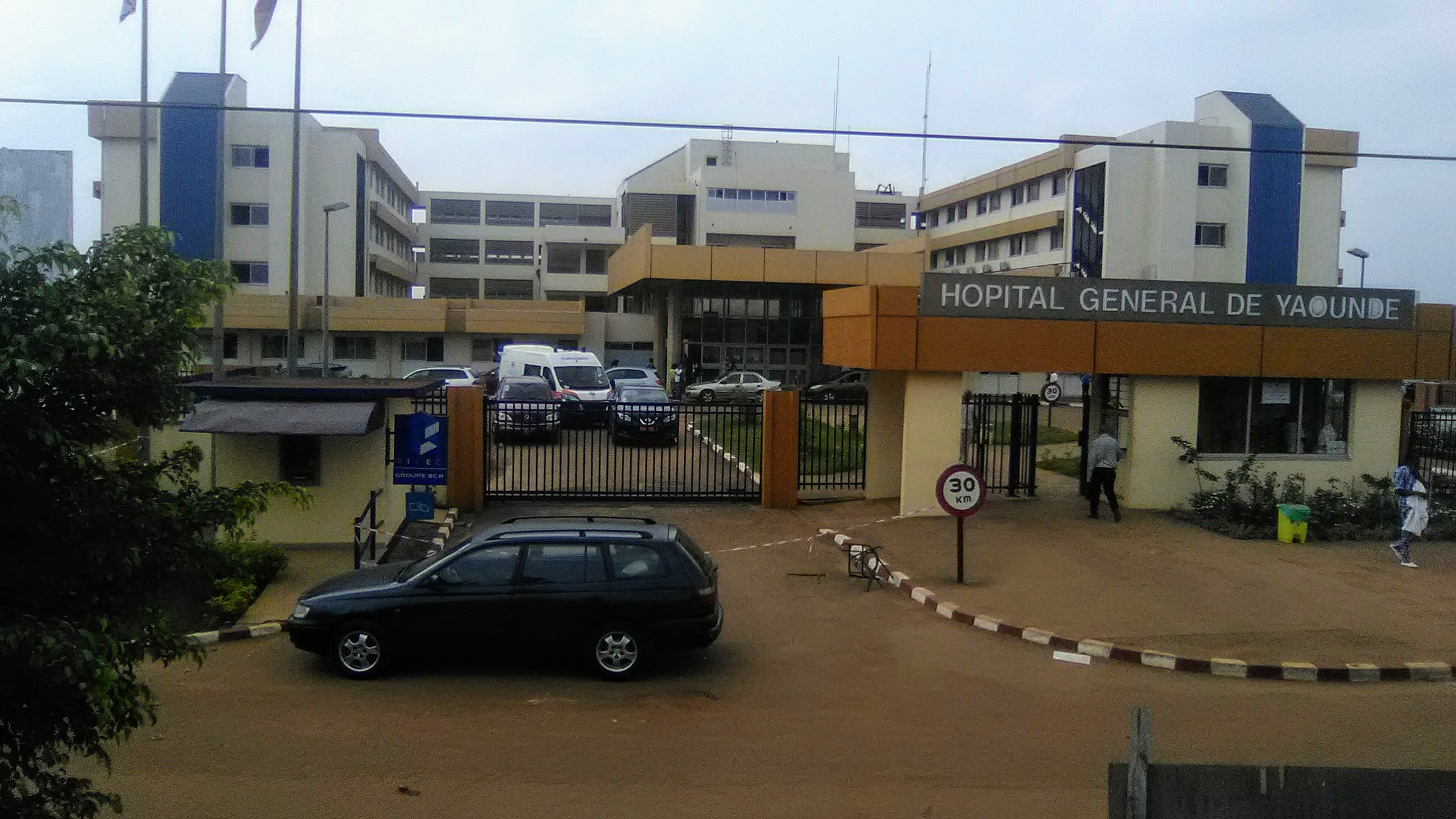
L'Hôpital général de Yaoundé (HGY).

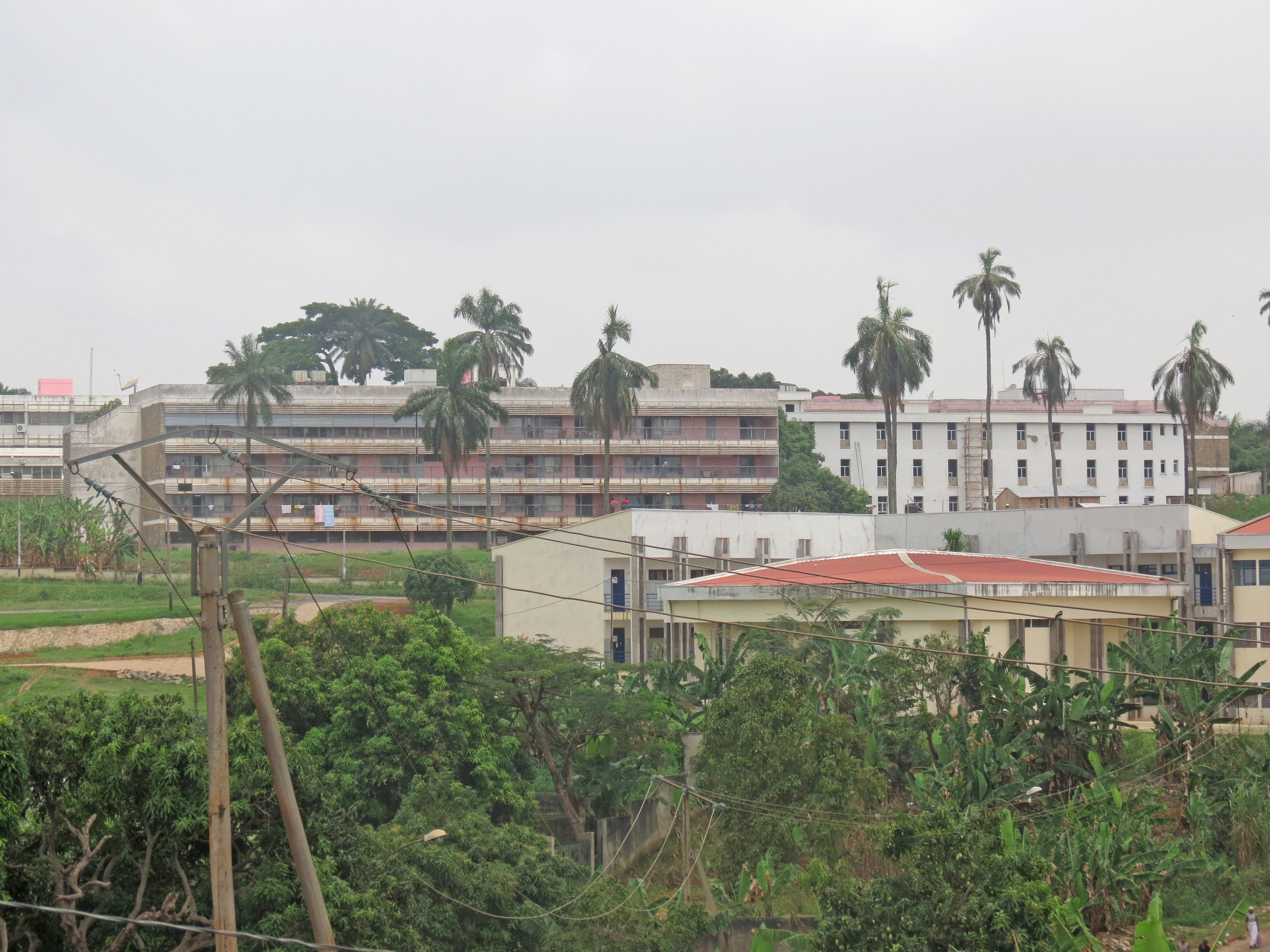
Le Centre hospitalier universitaire de Yaoundé (CHUY).

En 2009, sur les trente unités d'imagerie dans les services d'imagerie médicale de l'Hôpital général de Yaoundé (HGY), de l'Hôpital gynéco-obstétrique et pédiatrique de Yaoundé (HGOPY), du Centre hospitalier universitaire de Yaoundé (CHUY) et de l'Hôpital central de Yaoundé (HCY) :
- seize sont conventionnelles, trois semi-numériques et onze numériques ;
- les salles sont munies d'ordinateurs dotés de logiciels d'apprentissage et d'utilisations faciles ;
- les consoles sont en réseau local, mais seul le CHU dispose d'un serveur d'images, et il n'y a pas de réseau de communication liant les stations de travail le SIR et le SIH ;
- la reprographie s'effectue sur film dans les formations sanitaires ainsi que sur papier à l'HGOPY et au service de médecine nucléaire de l'HGY ;
- la plupart des hôpitaux de référence utilisent comme format de fichier image DICOM et JPEG ;
- l'archivage, quant à lui, s'effectue sans compression informatique des données sur film (dans tous les hôpitaux), sur papier (à HGOPY) et sur CD (à HGOPY et au CHUY) ;
- les services techniques des hôpitaux ne disposent pas d'un service de maintenance adéquat[4].

### Gestion des nouveau-nés
En 2021, sur neuf formations sanitaires (FOSA) publiques de Douala :  
- toutes disposent d'au moins un pédiatre et un gynécologue et pratiquent les césariennes ;
- huit possèdent des couveuses, du matériel de photothérapie, de ventilation et d'oxygénation ;
- sept sont dotées d'une unité de soins Kangourou, et seulement trois possèdent une ambulance de transport adaptée ;
- six ont une banque du sang ;
- quatre ont un médecin anesthésiste ;
- quatre services de maternité n'ont ni matériel pour accouchement instrumental, ni coin pour la réanimation du nouveau-né[5].

## Conditions de travail
Un questionnaire administré en 2021 à 81 médecins camerounais de diverses spécialités en hôpital public montre que 62,96 % ont une exposition au stress lié au « job strain (en) », et 62,96 % ont une exposition au stress tributaire de l'« isostrain ». Un autre questionnaire réalisé pour la même étude révèle que 71,60 % des médecins enquêtés sont exposés à un stress associé au déséquilibre efforts/récompenses, et 39,51 % sont exposés à un stress se rapportant au surinvestissement.

## Dans la société
Dans les années 2020, la notoriété des établissements publics, et particulièrement des formations sanitaires comme les hôpitaux et les centres de santé intégrés, connaît une forte crise au Cameroun. La qualité de l'accueil des patients et des soins de santé offerts laissent entrevoir d'énormes manquements qui au fil du temps ternissent l'image de ces organisations chargées de redonner le sourire aux malades.